# Topología compacto-abierta
En matemáticas, la topología compacto-abierta es una topología definida en el conjunto de las aplicaciones continuas entre dos espacios topológicos. La topología compacto abierta es una de las topologías más usadas en los espacios de funciones, y se aplica en teoría de homotopías y análisis funcional. Fue introducida por Ralph Fox en 1945.
Si el codominio de las funciones consideradas tiene una estructura uniforme o una estructura métrica entonces la topología compacto-abioerta es la "topología de convergencia uniforme en conjuntos compactos". Es decir, una sucesión de funciones converge en la topología compacto-abierta justamente cuando converge uniformemente en todo subconjunto compacto del dominio.